# Budget fédéral canadien de 2012
2011 2013
Le budget du gouvernement fédéral canadien de 2012 s'appliquant à l'année fiscale 2012-2013 a été présenté à la Chambre des communes du Canada par le ministre des Finances Jim Flaherty le 29 mars 2012 et adopté le 14 juin 2012. Parmi les éléments les plus notables, il y avait des changements à la sécurité de la vieillesse ainsi que des réductions des budgets des Forces armées canadiennes et de la Société Radio-Canada. De plus, le budget a également été utilisé pour annoncer que la pièce de 1 cent ne sera plus frappée à partir de fin 2012.

## Éléments clés
Plusieurs réformes sont annoncées dans le budget :
- L'âge d'éligibilité à la sécurité de la vieillesse est graduellement porté de 65 à 67 ans entre 2023 et 2029 ;
- Le financement de la Société Radio-Canada est réduit de 10 % (pour s'établir à environ 1 milliard de dollars par an) ;
- Le financement de Téléfilm Canada et de l'Office national du film sont également amputés de 10 % ;
- 19 200 postes de fonctionnaire sont supprimés soit 4,8 % de la fonction publique fédérale, dont 7 200 par attrition naturelle et 12 000 par des mises à pied. 4 800 des 19 200 emplois affectés se situent dans la région de la capitale nationale ;
- Le Crédit à l'embauche pour les petites entreprises, annoncé dans le budget de 2011 est prolongé d'un an ;
- Le Crédit d'impôt temporaire pour l'exploitation minière qui devait expirer le 31 mars 2012 est prolongé jusqu'au 31 mars 2013 ;
- L'élimination graduelle du Crédit d'impôt à l'investissement dans la région de l'Atlantique (qui concerne également la Péninsule gaspésienne) et du Crédit d'impôt des sociétés pour exploration et développement miniers.

## Parcours législatif
Le budget est principalement mis en œuvre par le projet de loi C-38 déposé en première lecture le 26 avril 2012. Le projet de loi, d'une taille considérable (plus de 400 pages), est vivement critiqué pour son caractère omnibus puisqu'il touche 69 lois différentes sur des sujets divers (immigration, environnement, sécurité de la vieillesse) et qu'une partie seulement du projet de loi est de nature fiscale. Le projet de loi est adopté en 3e lecture le 18 juin 2012 après le rejet de 871 amendements et de longues séances de débat et votes à la Chambre des communes,.
| Parti | Parti                      | Pour | Contre | Abstention | Absent |
| ----- | -------------------------- | ---- | ------ | ---------- | ------ |
|       | Parti conservateur         | 157  | 0      | 0          | 7      |
|       | Nouveau parti démocratique | 0    | 98     | 0          | 3      |
|       | Parti libéral              | 0    | 32     | 0          | 3      |
|       | Bloc québécois             | 0    | 3      | 0          | 1      |
|       | Indépendants               | 1    | 1      | 0          | 0      |
|       | Parti vert                 | 0    | 1      | 0          | 0      |
| Total | Total                      | 158  | 135    | 0          | 14     |